# Haley Lu Richardson
Haley Lu Richardson (Phoenix (Arizona), 7 maart 1995) is een Amerikaans actrice.

## Biografie
Richardson doorliep de high school aan de Villa Montessori School en later aan de Arcadia High School, beide in haar geboorteplaats Phoenix (Arizona). Tijdens haar schooltijd begon zij met acteren in lokale theaters en was actief in lokale danscompetities. In 2011 verhuisde zij naar Hollywood voor haar carrière. 
Richardson begon in 2012 met acteren in de televisieserie Up in Arms, waarna zij nog meerdere rollen speelde in televisieseries en films.

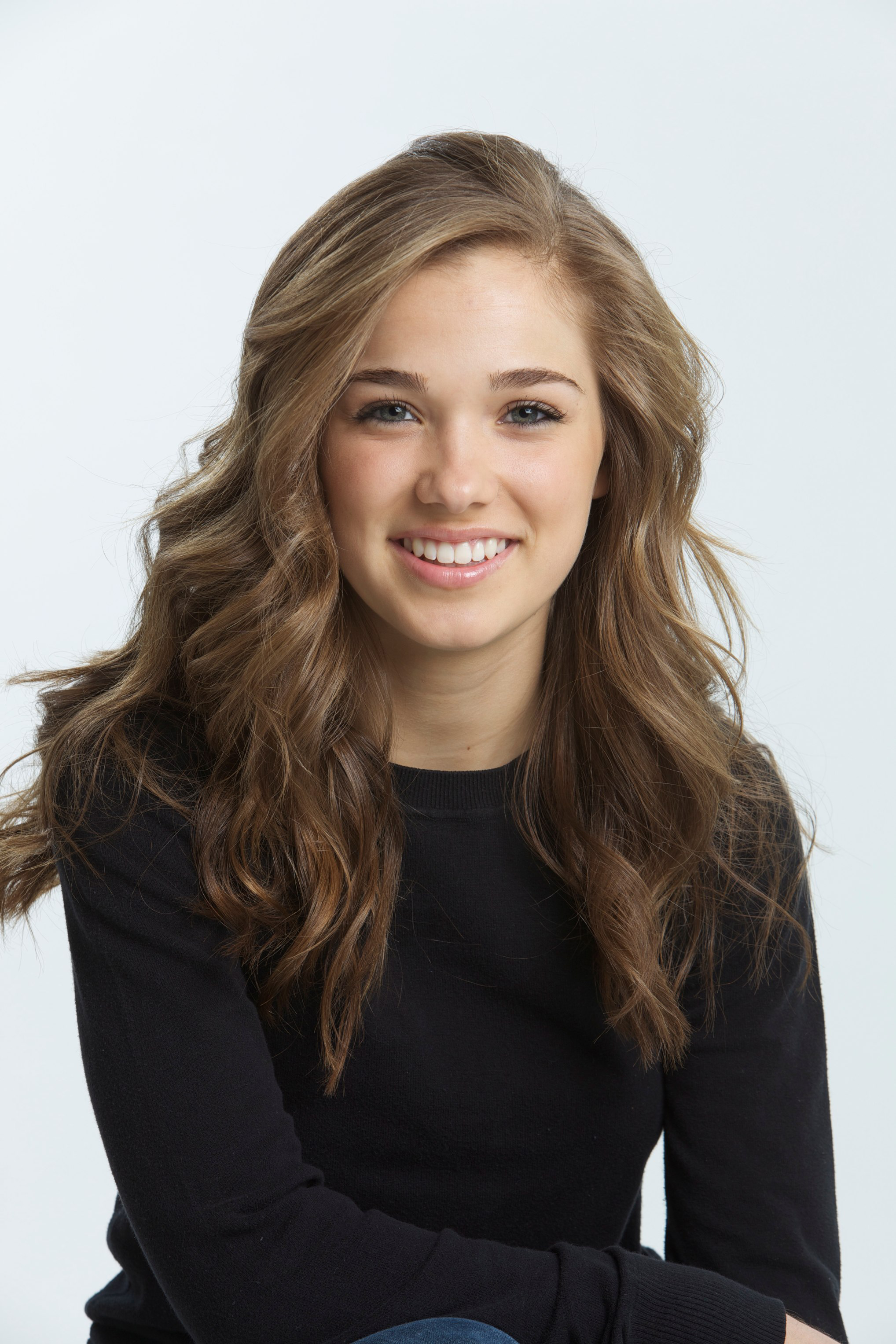
Haley Lu Richardson

## Filmografie

### Films
- 2023: Love at First Sight - als Hadley
- 2021: Montana Story - als Erin
- 2021: After Yang - als Ada
- 2020: Unpregnant - als Veronica Clarke
- 2019: Five Feet Apart - als Stella Grant
- 2018: The Chaperone  - als Louise Brooks
- 2018: Operation Finale - als Sylvia Hermann
- 2018: Support the Girls - als Maci
- 2017: Columbus - als Casey
- 2016: Split - als Claire Benoit
- 2016: The Edge of Seventeen - als Krista
- 2015: The Bronze - als Maggie Townsend
- 2014: The Young Kieslowski - als Leslie Mallard
- 2014: The Well - als Kendal
- 2013: Escape from Polygamy - als Julina
- 2013: Keep Calm and Karey On - als Destiny
- 2012: Christmas Twister - als Kaitlyn

### Televisieseries
Uitgezonderd eenmalige gastrollen.
- 2022 The White Lotus - als Portia - 7 afl.
- 2019 Jane the Virgin - als Charlie - 2 afl.
- 2016 Recovery Road - als Ellie Dennis - 6 afl.
- 2014 Awkward. Webisodes - als Mackenzie - 3 afl.
- 2013-2014 Ravenswood - als Tess Hamilton - 5 afl.

- Bibsys: 1542227325788
- Biblioteca Nacional de España: XX5815323
- Bibliothèque nationale de France: cb17843101p (data)
- Gemeinsame Normdatei: 1242452923
- International Standard Name Identifier: 0000 0004 7874 4536
- Library of Congress Control Number: ns2017000573
- Nederlandse Thesaurus van Auteursnamen: 423675133
- Système universitaire de documentation: 240942361
- Virtual International Authority File: 252149294496180522745
- WorldCat: E39PBJthbfpjtHt3Ygxv6JJCcP